# Adrian Hossli

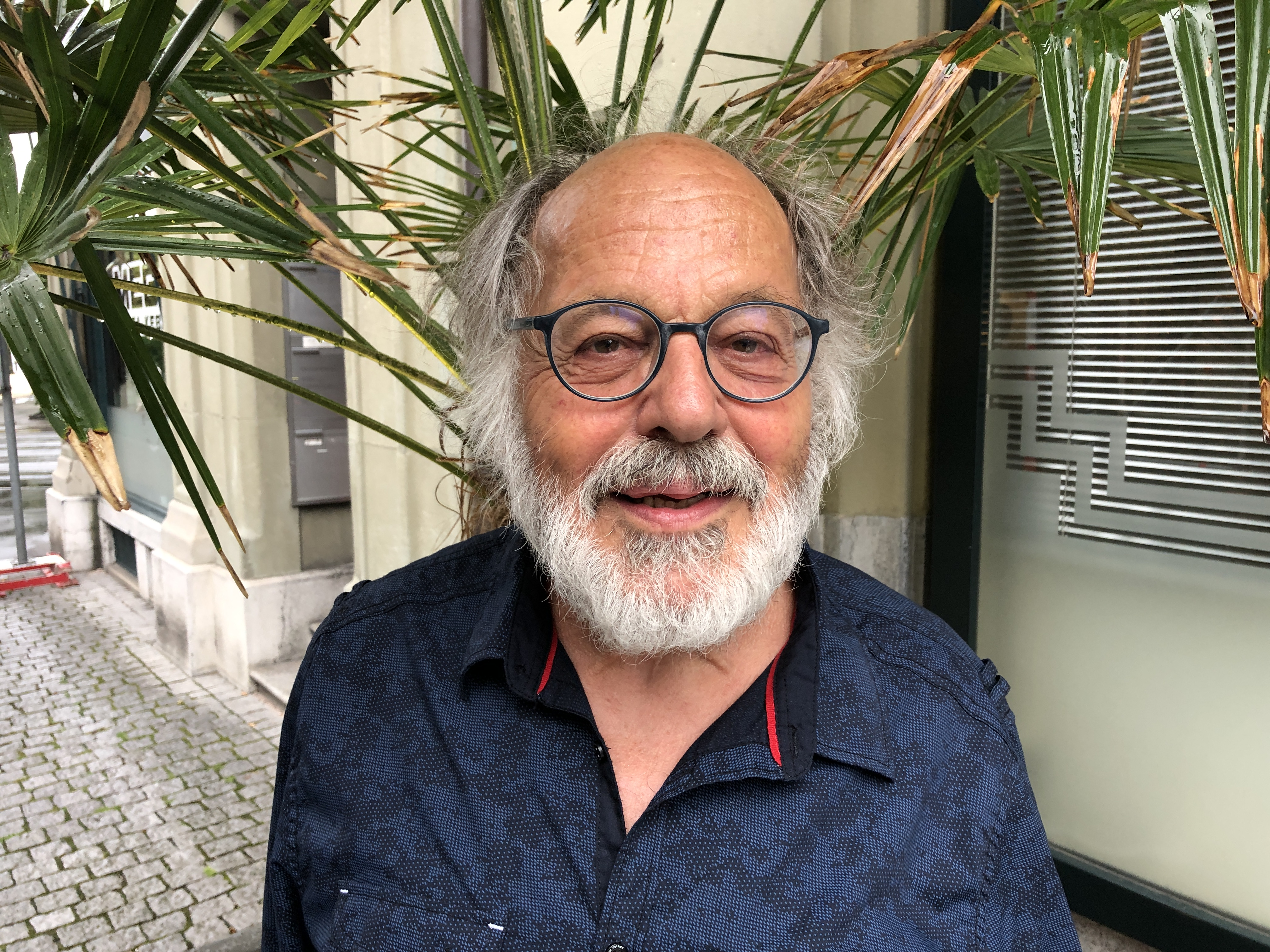
Adrian Hossli (2020)

Adrian Hossli (* 27. Februar 1943 in Zürich) ist ein Schweizer Kunstmaler, Bildhauer, Bühnenbildner, Theaterregisseur, Kulturschaffender, Ausstellungsinitiator und Kunstlehrer.

## Leben
Adrian Hossli ist von 1943 bis 1960 in Stans aufgewachsen. Von 1960 bis 1965 besuchte er das Jesuitenkollegium Stella Matutina in Feldkirch (Österreich), das er mit der Matura abschloss. Dort wirkte er bereits als Bühnenbildner am Schultheater. Von 1965 bis 1969 absolvierte er die Kunstgewerbeschule Zürich in der Klasse von Heinrich Müller und erlangte dort das Zeichenlehrerdiplom. Von 1970 bis 1978 wirkte er am Literargymnasium Zürich, der Kantonsschule Aarau, der Evangelischen Mittelschule Schiers und der Kantonsschule Schaffhausen.
Von 1978 bis 2011 unterrichtete er an der Kantonsschule Obwalden in Sarnen. Dort erlebte das Schultheater unter seiner Regie in den Jahren von 1979 bis 2008 eine Blütezeit.
Daneben wirkte er als Regisseur und Bühnenbildner am Kollegium St. Fidelis in Stans, dem Schwander Theater, dem Theater an der Mürg (Stans), dem Theater Sarnen, dem Theater Sachseln sowie dem Theater in der Turbine in Giswil.
Seit 1997 organisiert Hossli mit Gleichgesinnten Kunstausstellungen in der stillgelegten Turbinenhalle (Zentrale Unteraa) des Kraftwerks Lungerersee in Giswil. 2004 wurde die Ausstellungsgruppe Turbine Giswil ins Leben gerufen.
2003 spielte Hossli in dem Film Fremds Land von Luke Gasser die Rolle des Prinzen Maximilian.
Hossli ist Mitglied der Kantonalen Kunstkommission Obwalden und des Kunst Treffs 13.

## Ausstellungen
Hossli stellte seine Werke unter anderem aus in der Galerie Fourmière Zürich, im Sigristenkeller Bülach, auf dem Landenberg Sarnen, dem Kunsthaus Zürich, im Kunstmuseum Luzern, im Spritzenhaus Sarnen, in Buochs, im Chäslager Stans und in der Pfluggalerie Ennetmoos.
- 2025: «Meer als genug», zusammen mit Ursula Stalder in der Galerie Kriens[3]

## Auszeichnungen
- 1972 Eidgenössisches Kunststipendium
- 2003 Obwaldner Kulturpreis